# Football Club Internazionale 1927-1928
Questa voce raccoglie le informazioni riguardanti il Football Club Internazionale nelle competizioni ufficiali della stagione 1927-1928.

## Stagione
Nella stagione 1927-1928 l'Inter disputa il girone B del campionato di Divisione Nazionale, la squadra nerazzurra giunge seconda con 24 punti appaiata a Juventus e Casale, a tre lunghezze dalla capolista Bologna. Si qualifica per il girone finale, dove, però, chiude il torneo a otto squadre, con il settimo posto. Ancora allenata dall'Ungherese Árpád Weisz in campionato crea le premesse per un'ottima stagione, ma le vanifica nel momento topico del girone finale. Protagonista della stagione nerazzurra Fulvio Bernardini che firma 17 reti nelle 30 partite disputate. Lo scudetto va al Torino, revocato quello della stagione scorsa, in questa stagione arriva il primo titolo nazionale con 19 punti, secondo il Genoa a due lunghezze dai granata, l'Inter chiude la stagione al settimo posto con 11 punti. Da segnalare che con l'inizio dell'anno 1928, per venire incontro alle direttive politiche di quegli anni, la società nerazzurra, viene "invitata" a fondersi con l'Unione Sportiva Milanese e anche a cambiare denominazione in Ambrosiana.

## Divise
| Casa | Trasferta |

## Rosa
| N. |                   | Ruolo | Calciatore          |
| -- | ----------------- | ----- | ------------------- |
|    | Italia (bandiera) | C     | Emilio Agradi       |
|    | Italia (bandiera) | D     | Luigi Allemandi     |
|    | Italia (bandiera) | A     | Giulio Balestrini   |
|    | Italia (bandiera) | A     | Fulvio Bernardini   |
|    | Italia (bandiera) | C     | Armando Castellazzi |
|    | Italia (bandiera) | A     | Leopoldo Conti      |
|    | Italia (bandiera) | D     | Vincenzo Coppo      |
|    | Italia (bandiera) | P     | Valentino Degani    |
|    | Italia (bandiera) | P     | Mario Fontana       |
|    | Italia (bandiera) | D     | Guido Gianfardoni   |

| N. |                   | Ruolo | Calciatore            |
| -- | ----------------- | ----- | --------------------- |
|    | Italia (bandiera) | C     | Giuseppe Giustacchini |
|    | Italia (bandiera) | A     | Giuseppe Meazza       |
|    | Italia (bandiera) | A     | Tullio Moretti        |
|    | Italia (bandiera) | D     | Nicola Papa           |
|    | Italia (bandiera) | D     | Silvio Pietroboni     |
|    | Italia (bandiera) | C     | Enrico Rivolta        |
|    | Italia (bandiera) | C     | Alessandro Savelli    |
|    | Italia (bandiera) | D     | Piero Thiella         |
|    | Italia (bandiera) | D     | Gino Visentin         |
|    | Italia (bandiera) | A     | Marco Zanotto         |

## Risultati

### Divisione Nazionale - girone B
| Arbitro: | Carraro (Padova) |

|                                                                           |           |              |
| Rivolta 33’ Savelli 39’ Zanotto 44’ Bernardini 61’ (rig.) Meazza 78’, 89’ | Marcatori | 35’ Mandosso |

| Arbitro: | Lenti (Genova) |

|                    |           |                        |
| Morandi 78’ (rig.) | Marcatori | 12’ Zanotto 39’ Meazza |

| Arbitro: | R. Barlassina (Novara) |

|              |           |             |
| Tognazzi 37’ | Marcatori | 15’ Savelli |

| Arbitro: | Mattea (Casale Monferrato) |

|                            |           |                  |
| Bernardini 32’ Rivolta 78’ | Marcatori | 56’ Lu. Manzotti |

| 30 ottobre 1927 5ª giornata |  | – Turno di riposo Internazionale |  |  |

| Arbitro: | Turbiani (Ferrara) |

|                               |           |           |
| Pignattelli 14’ Silvestri 17’ | Marcatori | 22’ Conti |

| Arbitro: | Garbieri (Genoa) |

|                                     |           |                     |
| Castellazzi 22’ Bernardini 66’, 76’ | Marcatori | 44’ Zanni 50’ Gabba |

| Arbitro: | Dani (Genova) |

|                                  |           |  |
| Grabbi 20’ Crotti 47’ Rosina 69’ | Marcatori |  |

| Arbitro: | Osti (Ferrara) |

|                           |           |                                              |
| Conti 51’ Gianfardoni 56’ | Marcatori | 5’ Muzzioli 25’, 42’ A. Busini 62’ F. Busini |

| Arbitro: | Lenti (Genova) |

|              |           |                       |
| Munerati 50’ | Marcatori | 55’ (rig.) Bernardini |

| Arbitro: | Montessoro (Vercelli) |

|                                        |           |                            |
| Zanotto 16’ Savelli 82’ Pietroboni 85’ | Marcatori | 28’, 50’ Bussich 76’ Chini |

#### Girone di ritorno
| Arbitro: | Osti (Ferrara) |

|                 |           |  |
| Derchi 39’, 82’ | Marcatori |  |

| Arbitro: | Asei Conte (Vercelli) |

|                                                     |           |             |
| Rivolta 21’ Savelli 40’ Meazza 86’ Bernardini 90+2’ | Marcatori | 10’ Morandi |

| Arbitro: | Turbiani (Ferrara) |

|                                                     |           |                                    |
| Meazza 15’, 41’ Zanotto 53’ Savelli 69’ Rivolta 87’ | Marcatori | 72’ Reguzzoni 76’ (rig.) Azzimonti |

| Modena 15 gennaio 1928 15ª giornata | Modena           | 0 – 0 | Ambrosiana | Campo di Viale Fontanelli\| Arbitro: \| Sguerso (Savona) \| |
| Arbitro:                            | Sguerso (Savona) |       |            |                                                             |

| 22 gennaio 1928 16ª giornata |  | – Turno di riposo Inter-Ambrosiana |  |  |

| Arbitro: | Carraro (Padova) |

|                                  |           |                               |
| Castellazzi 24’, 34’ Rivolta 84’ | Marcatori | 16’ Pignattelli 37’ Silvestri |

| Arbitro: | Malagodi (Ferrara) |

|                |           |                        |
| Gay 75’, 90+2’ | Marcatori | 29’ Meazza 37’ Rivolta |

| Arbitro: | Carraro (Padova) |

|                                       |           |  |
| Bernardini 38’, 52’ (rig.) Meazza 72’ | Marcatori |  |

| Arbitro: | Lenti (Genova) |

|              |           |           |
| Muzzioli 32’ | Marcatori | 45’ Conti |

| Arbitro: | Turbiani (Ferrara) |

|             |           |  |
| Rivolta 35’ | Marcatori |  |

| Arbitro: | Carraro (Padova) |

|                           |           |  |
| Cappa 9’, 49’ Bussich 83’ | Marcatori |  |

### Girone Finale

#### Girone di andata
| Arbitro: | Lenti (Genova) |

|            |           |                                           |
| Meazza 29’ | Marcatori | 44’ (aut.) Gianfardoni 70’, 80’ Libonatti |

| Arbitro: | Turbiani (Ferrara) |

|                                                           |           |  |
| G. Chiecchi 46’, 62’, 85’ E. Bodini 70’ Levratto 87’, 90’ | Marcatori |  |

| Arbitro: | Dani (Genova) |

|                                             |           |                                       |
| Rivolta 25’, 38’ Savelli 32’ Bernardini 71’ | Marcatori | 30’ Marchina 63’ Ferrari 81’ Cattaneo |

| Arbitro: | Sguerso (Savona) |

|                                        |           |             |
| Bernardini 47’ (rig.), 86’ Zanotto 67’ | Marcatori | 9’ Schiavio |

| Arbitro: | Turbiani (Ferrara) |

|                  |           |                       |
| Santagostino 11’ | Marcatori | 9’ Meazza 66’ Rivolta |

| Arbitro: | Carraro (Padova) |

|                 |           |                                        |
| Migliavacca 47’ | Marcatori | 24’ Rivolta 31’ Bernardini 50’ Zanotto |

| Arbitro: | Dani (Genova) |

|             |           |                                             |
| Zanotto 58’ | Marcatori | 49’ Munerati 56’ Barisone 63’, 66’ Galluzzi |

#### Girone di ritorno
| Arbitro: | Carraro (Padova) |

|                                           |           |                      |
| Libonatti 2’ G. Rossetti 42’ Franzoni 55’ | Marcatori | 57’ Conti 88’ Meazza |

| Arbitro: | Mattea (Torino) |

|                     |           |                            |
| Bernardini 20’, 88’ | Marcatori | 33’ De Vecchi 36’ Burlando |

| Arbitro: | Osti (Ferrara) |

|                                                                            |           |                                           |
| R. Cattaneo 5’, 83’ Ferrari 10’ Banchero 15’ Marchina 30’ Coppo 34’ (aut.) | Marcatori | 19’ Conti 48’ Giustacchini 88’ Bernardini |

| Arbitro: | Turbiani (Ferrara) |

|                       |           |            |
| Schiavio 2’, 30’, 38’ | Marcatori | 64’ Meazza |

| Arbitro: | Carraro (Padova) |

|                                |           |                      |
| Castellazzi 22’ Bernardini 50’ | Marcatori | 5’, 65’, 77’ Aigotti |

| Arbitro: | Bruna (Porto Marghera) |

|                                      |           |  |
| Rivolta 23’ Bernardini 59’ Conti 89’ | Marcatori |  |

| Arbitro: | Scarpi (Dolo) |

|              |           |  |
| Barisone 33’ | Marcatori |  |